# Roberto Zaccaria
Roberto Zaccaria (Rimini, 22 dicembre 1941) è un politico, dirigente pubblico e funzionario italiano.
È presidente della ONLUS Consiglio Italiano per i Rifugiati (CIR) dal 7 febbraio 2014.

## Biografia
Professore universitario di diritto costituzionale, ha insegnato istituzioni di diritto pubblico nella facoltà di giurisprudenza dell'Università degli Studi di Firenze fino al 2008. Ha insegnato anche diritto dell'informazione e diritto regionale all'Università di Macerata, alla LUISS e alla LUMSA di Roma. È stato consigliere di amministrazione della Rai dal 1977 al 1993 in quota Democrazia Cristiana. Successivamente ha ricoperto il ruolo di presidente della stessa Rai dal 1998 al 2002. È stato anche consigliere dell'Ente cinema S.p.A. (1990-1995).
Fu eletto alla Camera dei deputati per la prima volta alle elezioni suppletive del 2004 per La Margherita; venne successivamente rieletto nelle elezioni politiche del 2006 per L'Unione, e nel 2008 tra le file del Partito Democratico. È autore di numerose pubblicazioni dedicate al tema delle libertà costituzionali e del diritto all'informazione. Ha curato inoltre diversi rapporti sul sistema dell'informazione. È giornalista pubblicista e ha collaborato con diverse testate (Europa, l'Unità, The Huffington Post). È socio di Articolo 21, liberi di....
Nel 2016 firma l'appello de Il Fatto Quotidiano a sostegno delle ragioni per il "No" per il referendum costituzionale sulla riforma costituzionale Renzi-Boschi.

### Vita privata
Tifoso dell'Inter, ha due figli e nel 2010 si è sposato in seconde nozze con l'attrice Monica Guerritore.

## Pubblicazioni
- Radiotelevisione e Costituzione, Padova, Cedam (1966)
- Informazione e telecomunicazioni, Padova, Cedam, 1999
- Il Sussidiario di diritto pubblico . Padova Cedam (2003)
- Televisione con… dono. La legge Gasparri, Nuova Iniziativa Editoriale, 2003
- Televisione: dal monopolio al monopolio, 2003. Milano, Baldini, Castoldi Dalai, (2004)
- Di sana e robusta Costituzione. Come è, come la vorrebbero (con Nando dalla Chiesa, Nicola Mancino, Valerio Onida, Armando Spataro); Milano, Melampo Editore, 2005
- Rai,Il diritto e il rovescio, Passigli, Editori,2019
- Diritto dell’informazione e della comunicazione, Padova, Cedam, 2023(dodicesima edizione con Albanesi e Valastro)
- Un professore chiamato presidente, Memorie disordinate, Università, Rai, Politica…Inter, Odoya,2023